# Upravna podjela Kraljevine Jugoslavije
Upravna podjela Kraljevine Jugoslavije mijenjala se tijekom povijesti postojanja Kraljevine SHS i Kraljevine Jugoslavije.

## 1918. do 1922.
Od 1918. godine država je bila podijeljena na pokrajine koje su odgovarale predratnim upravnim jedinicama:
1. Slovenija
2. Hrvatska i Slavonija
3. Dalmacija
4. Bosna i Hercegovina
5. Banat, Bačka i Baranja
6. Srbija: Sjeverna Srbija i Južna Srbija
7. Crna Gora

Pokrajine su bile podijeljene na kotare, a kotari na općine.

## 1922. do 1929.
Od 1922. država je bila podijeljena na oblasti, njih ukupno 33. Nisu pratile prijašnje granice. Oblasti su bile podijeljene na kotare, a kotari na općine.

## 1929. do 1941.
Od 1929. država je bila podijeljena na banovine i područje grada Beograda. Banovine nisu pratile povijesne granice. Bile su skrojene tako da bi u njima bila srpska većina. 1939. godine stvorena je Banovina Hrvatska od dviju banovina i još nešto ozemlja susjednih banovina.  Banovine su bile podijeljene na kotare, a kotari na općine.